# Liste der Bürgermeister von Emden
Die Bürgermeister von Emden sind seit 1442 belegt. 1877 erfolgte der Übergang vom Bürgermeister zum Oberbürgermeister. Eine städtische Selbstverwaltung ist schon seit 1427 nachgewiesen.

## 15. Jahrhundert
| Name                          | Zeit          |
| ----------------------------- | ------------- |
| Geroldus Eggena               | 1442–1447     |
| Michael Ringius van der Rhyne | 1442–1450     |
| Otto Schröder                 | 1442–1447     |
| Tammo Ewen                    | 1442–1447     |
| Otto van Duten                | 1447–1453     |
| Albertus Tideken              | 1448–1456     |
| Schelteco Campen              | 1448–1451     |
| Johann van Duten              | 1454–1461     |
| Hans van Winsen               | 1454–1462 (1) |
| Meyo Tiadmersna               | 1454–1466     |
| Abel van Sögel                | 1456–1470     |
| Nono Meckena (de Olde)        | 1463–1494     |
| Johann van Lingen             | 1463–1470     |
| Hans van Winsen               | 1467–1470 (2) |
| Hompo Hayen                   | 1472–1511     |
| Bernardus van Duiten          | 1472–1503     |
| Geerdt van Gelren             | 1474–1511     |

## 16. Jahrhundert
| Name                                           | Zeit          |
| ---------------------------------------------- | ------------- |
| Eddo Uffena                                    | 1504–1522     |
| Habbo Haren Wincken                            | 1505–1535     |
| Gerridt van Stehen (Stehen)                    | 1515–1516     |
| Uko Hessena gen. Goldtsmit                     | 1520–1526     |
| Junker Rudolph Cirksena                        | 1526–1528     |
| Henrich Buttel                                 | 1528–1539     |
| Nono Meckena (de Jonge)                        | 1529–1546     |
| Mag. Martinus Nykamer                          | 1533–1539     |
| Hans Valke                                     | 1535–1540     |
| Henrich Grauwerts                              | 1539–1550     |
| Johannes Braemsche                             | 1550–1565     |
| Hermanus Lenth                                 | 1552–1558     |
| Mag. Petrus Medman                             | 1553–1583     |
| Johann van Böning (de Olde) gen. van Amsterdam | 1564–1567     |
| Otto de Wendt                                  | 1568–1572 (1) |
| Helmer Djurken                                 | 1571–1574     |
| Otto de Wendt                                  | 1580–1581 (2) |
| Occo Remets Friese                             | 1581–1590     |
| Johann Pricker                                 | 1581–1582     |
| Claas Hoorn                                    | 1581–1595     |
| Onno Tjabberen                                 | 1583–1595     |
| Henricus Artopaeus (gewählt und abgelehnt)     | 1595          |
| Lüppo Sicken                                   | 1595–1602     |
| Arend Wolters                                  | 1595–1598     |
| Remet Djurken                                  | 1595–1596     |
| Gerhard Bolardus                               | 1596–1601     |
| Pieter de Visscher                             | 1596–1598 (1) |
| Johann Amelingh                                | 1597–1599 (1) |
| Bartholomaeus Henrichs                         | 1598–1601     |
| Hector Friderici van Wicht                     | 1599–1600     |
| Pieter de Visscher                             | 1599–1605 (2) |
| Arend Schinkel                                 | 1600–1602     |

## 17. Jahrhundert
| Name                         | Zeit                        |
| ---------------------------- | --------------------------- |
| Christian thom Buxtardt      | 1601–1602                   |
| Hans Eberhard (Everdes)      | 1601–1603                   |
| Rembertus Friese             | 1602–1604                   |
| Harmannus Meyer              | 1602–1614                   |
| Johann Amelingh              | 1603–1610 (2)               |
| Obbo Remets                  | 1603–1617                   |
| Harmen Eylards               | 1605–1623                   |
| Johann van Boekholt          | 1606–1607 (1) 1610–1616 (2) |
| Coert Munsterman             | 1611                        |
| Daniel Alting                | 1615–1618                   |
| Everhardus Everdes           | 1616–1629                   |
| Roeleff Camholt              | 1616–1629 (1)               |
| Habbo Fewen                  | 1618–1625                   |
| Bernhard Swalve              | 1623–1649                   |
| Henricus Harberts            | 1625–1639                   |
| Peter Celos                  | 1629                        |
| Johannes Sibrandus Wiggering | 1630–1632                   |
| Wilhelmus Witfelt            | 1630–1633                   |
| Roeleff Camholt              | 1633–1635 (2)               |
| Isebrand Eilardi Harkenroth  | 1634–1643                   |
| Wilhelm van Coeverden        | 1635–1648                   |
| Nicolaus Menger              | 1640–1646                   |
| Fewo Fewen                   | 1643–1639 (fehlerh. Angabe) |
| Doco Conradi Kruidener       | 1647–1651                   |
| Henricus Gerhardi            | 1649–1661 (1)               |
| Johannes Hilling I           | 1650–1661 (1)               |
| Adrianus Salee               | 1652–1678                   |
| Gerlacus Conradi Kruidener   | 1660–1670                   |
| Johannes Hilling I           | 1668 (2)                    |
| Henricus Gerhardi            | 1669 (2)                    |
| Leonhard Fewen               | 1669–1674                   |
| Christophers Budde           | 1670–1678                   |
| Johannes van Dorsten         | 1671–1673                   |
| Djurke Andree I              | 1673–1691                   |
| Johannes Laubegeois          | 1674                        |
| Henricus Menger              | 1675–1684                   |
| Matthias Jörgena             | 1679–1680                   |
| Otto Schinkel                | 1679–1695                   |
| Timon Rudolphi               | 1681–1683                   |
| Harmannus Hoppe              | 1684–1692                   |
| Richardus Hermanni Farwer    | 1685–1686                   |
| Johannes Bernhardi Althusius | 1687–1700                   |
| Jaques de Pottere I.         | 1692–1710                   |
| Timannus Moller              | 1693–1698                   |
| Bonno Sebelius Bonhus        | 1696–1704                   |
| Johann Friedrich Polmann     | 1699–1710                   |

## 18. Jahrhundert
| Name                          | Zeit                   |
| ----------------------------- | ---------------------- |
| Johann Adrian Celos           | 1701                   |
| Johannes Zernemann            | 1702–1720              |
| Paul von Wingene              | 1705–1716              |
| Johannes van Laher            | 1711–1723              |
| Tilemann Zur Mühlen           | 1711–1719              |
| Matthias Wermelskirchen       | 1716–1743              |
| Johannes de Pottere           | 1720–1726 (1)          |
| Hermannus Laubegeois          | 1721–1727              |
| Harmannus Niemann             | 1724–1728              |
| Johannes Hilling II           | 1727–1730              |
| Johannes Budde                | 1728–1730              |
| Houwo Bonno Penborg           | 1729–1748              |
| Johannes de Pottere           | 1731 (2)               |
| Adolph Christoph Stoschius    | 1731 (1)               |
| Jacques de Pottere III.       | 1731–1761              |
| Djurtko Andree II.            | 1744 (1) 1748–1763 (2) |
| Adolph Christoph Stoschius    | 1748–1763 (2)          |
| Johann Tilemann Hesslingh     | 1749–1761              |
| Hemmo Suur, comes palatinus   | 1762–1782              |
| Ernst Paul von Wingene        | 1762–1763              |
| Hinrich Loesing               | 1764–1787              |
| Reinhold Arnold Bluhm         | 1764–1788              |
| Tilemann Matthias Möller      | 1764–1784              |
| Hieronymus Ibeling von Santen | 1782–1810 (1)          |
| Peter Arnold Deteleff         | 1785–1806 (1)          |
| Adrian Adami                  | 1788–1795              |
| Petrus Suur                   | ? 1789–1806            |
| Helias Loesing                | ? 1796–1806 (1)        |

## Seit 1800
| Name                                    | Zeit                  | Bemerkungen                                                                                         |
| --------------------------------------- | --------------------- | --------------------------------------------------------------------------------------------------- |
| Hermann Rösingh                         | 1806–1810 (1)         | |
| Hieronymus Ibeling van Santen           | 1811–1812 (2)         | französische Besetzung, Maire                                                                       |
| Hermann Rösingh                         | 1811 (2)              | französische Besetzung, Maire                                                                       |
| Hieronymus Ibeling van Santen           | 1813–1835 (3)         | |
| Peter Arnold Deteleff                   | 1818–1819 (2)         | |
| Helias Loesing                          | 1818–1834 (2)         | |
| Hermann Rösingh                         | 1818–1837 (3)         | |
| Dothias Wilhelm Suur                    | 1835–1853             | |
| Stephan Rudolf Aemilius Beninga-Kettler | 1838–1853             | |
| Ernst Hantelmann                        | 1854–1875             | liberal, ab 1867 NLP                                                                                |
| Leo Fürbringer                          | 1875–1913             | NLP, 1877 Übergang vom Bürgermeister zum Oberbürgermeister; Stellvertr. Oberbürgermeister 1914–1917 |
| Wilhelm Mützelburg                      | 1913–1933             | bis 1926 DDP, dann DVP; 1914–1917 Kriegsdienst: vertreten durch Leo Fürbringer                      |
| Hermann Maas                            | 1934–1937             | NSDAP                                                                                               |
| Carl Heinrich Renken                    | 1937–1945             | NSDAP                                                                                               |
| Georg Frickenstein                      | 1945–1946             | DDP                                                                                                 |
| Hans Susemihl                           | 1946–1952 (1)         | SPD                                                                                                 |
| Egon Rosenberg                          | 1952–1956             | FDP                                                                                                 |
| Hans Susemihl                           | 1956–1964 (2)         | SPD                                                                                                 |
| Hermann Schierig                        | 1964–1973             | SPD                                                                                                 |
| Jan Klinkenborg                         | 1974–1981             | SPD                                                                                                 |
| Herbert Alberts                         | 1981–1986             | SPD                                                                                                 |
| Alwin Brinkmann                         | 1986–2011             | SPD                                                                                                 |
| Bernd Bornemann                         | 2011–2019             | SPD                                                                                                 |
| Tim Kruithoff                           | seit 1. November 2019 | parteilos                                                                                           |